# بور-یوریاخ
بور-یوریاخ (روسی: Буор-Юрях) یک رودخانه در استان یاقوتستان کشور روسیه است.